# 安東尼·加特拿
安東尼·加特拿（Anthony Gardner，1981年8月18日—），出生於斯塔福德，英格蘭已退役足球運動員，司職中堅。加特拿身材高大，曾代表英格蘭國家隊，其個人轉會費數以百萬計。可是，他因受到傷患困擾，以致上陣機會大大減少。

## 球會

### 維爾港
加特拿在維爾港展開其職業生涯，他在各項賽事上陣45場共射入4球，1998/99球季10月首次上陣。

### 熱刺
因蘇甘保快將離隊，熱刺於2000年1月簽入加特拿，作為蘇甘保離隊後的替補，他在為一隊上陣前曾在預備組參賽，2001年3月首次上陣，在對打比郡的賽事中後備入替。他在季尾因大腿韌帶撕裂，直至12月才復出。加特拿在2002年9月擊敗韋斯咸3:2一仗中取得加盟熱刺後的首個入球他在聯賽盃對奧咸時取得在熱刺的第二個入球，助球隊逼和對手。
加特拿並不能在熱刺站穩陣腳，在2005/06球季只上陣17場賽事，由於受傷的關係，他只能在2006/07球季得到小量上陣機會。
在2007/08球季季初，加特拿把握京治和多遜的受傷，重新得到上陣機會。他在2007年8月15日，英超第二輪賽事主場迎戰愛華頓中有不俗表現，取得一個入球，唯球隊仍不敵對手1:3。2007年10月25日，他在歐協盃對時再次受傷。他於第42分鐘因懷疑腳踝斷裂，被擔架抬出球場，由多遜入替。
2008年1月31日，加特拿被外借至愛華頓，直至2007/08球季季尾，但沒有上陣過一場。

### 侯城
在2008/09球季季前，加特拿外借加盟侯城。原定合約於2009年1月完結，但侯城有權在借用期間將他買斷。侯城最終選擇在8月以250萬鎊收購他，並打破了侯城的轉會費紀錄。
2009年3月23日，加特拿透過X光，發現四節脊椎骨有裂縫，將缺席餘下賽季的賽事，源於3月17日作客對阿仙奴的足總盃賽事中受傷。在2009/10球季，米高·端納轉會新特蘭後，加特拿成為中堅正選，联同沙耶迪（Kamil Zayatte）一起扼守中路。後期，加特拿在正隊長艾殊比（Ian Ashbee）和副隊長班比缺陣時戴上隊長臂章。
2010年8月31日，英冠水晶宫獲侯城同意借用加特拿至2011年1月。
2011年1月7日，水晶宫與侯城達成協議繼續借用加特拿至球季結朿。
2011年5月10日，英冠侯城於球季結朿前三天宣佈有4名球員不獲新約，加特拿為其中之一。

### 水晶宫
2011年8月19日，29歲的加特拿正式加盟上季以借用身份效力的水晶宫，合約為期一年。

### 谢周三
2012年6月21日，剛升上英冠的谢周三簽入剛約滿水晶宫的加特拿，合約為期兩年。
2013年9月5日，谢周三領隊戴夫·鍾斯球會隊長加特拿跟腱受傷要進行手術，會錯過大部份球季比賽。

## 國家隊
加特拿曾代表英格蘭U21，在柏列的領導下上陣過一場。
加特拿在2003/04球季表現突出，於2004年3月入選國家隊，替補修夫基上陣。自從在對瑞典後備上陣後，加特拿再未為英格蘭上陣過－－他曾在美國之旅兩場比賽入選大軍名單，但因腳傷被剔出名單。

## 個人
他的表弟佐敦·芬查（Jordan Fincher）亦是足球員，有參加天空一台2010年「足球明日日之星」（Football's Next Star）節目，如勝出，將獲得國際米蘭合約。

## 外部連結
- 加特拿於錫周三官網資料
- 加特拿於侯城官網資料
- 足球数据库：安東尼·加特拿的球员统计数据
- 個人資料 於4thegame.com